# Bipolaris sorokiniana
Espèce
Synonymes
- Bipolaris californica (Mackie & G.E. Paxton) Gornostaĭ (1978)
- Bipolaris sorokiniana (Sacc.) Shoemaker (1959)
- Drechslera sorokiniana (Sacc.) Subram. & B.L. Jain (1966)
- Helminthosporium acrothecioides Lindf. (1918)
- Helminthosporium californicum Mackie & G.E. Paxton (1923)
- Helminthosporium sativum Pammel, C.M. King & Bakke (1910)
- Helminthosporium sorokinianum Sacc. (1890)
- Ophiobolus sativus S. Ito & Kurib. (1929)

Bipolaris sorokiniana est une espèce de champignons ascomycètes de la famille des Pleosporaceae. Le stade téléomorphe est Cochliobolus sativus.
Ce champignon parasite de nombreuses céréales chez lesquelles il provoque des maladies du type helminthosporiose (helminthosporiose des céréales ou brûlure des épis des céréales). Les dégâts concernent tant les racines, la tige, les feuilles que les fruits.